# 東京都知事
東京都知事（とうきょうとちじ、英: Governor of Tokyo Metropolis）は、東京都の首長たる特別職地方公務員。略称は都知事。

## 概説
東京都知事は東京都の首長であり、東京都知事の立候補者の中から、東京都に住所を持つ有権者の投票（東京都知事選挙）により選出される。通常、自身の補佐役となる東京都副知事を選び任命する（定員4名）。権能については他の道府県知事の地位と職務と同様、広域行政と市町村の事務の一部を管掌している。
東京都は日本の首都であり、人口規模・経済規模が最も大きく、その首長たる東京都知事は他の道府県知事に増して注視される存在であり、東京都知事の権限や政治的影響力は小国の国家元首に匹敵するともいわれる。全国47都道府県の知事で組織する団体である全国知事会においても特に発言力が強く、首相や国務大臣と同様に警視庁警備部警護課のSPによる警護が行われ、自宅と別荘には警備派出所が設置される。他の国も同様で、例えばフランスでもパリ市長は特に大きな影響力を持っている。
現任は小池百合子であり、2016年（平成28年）8月2日から1期目を、2020年（令和2年）7月31日から2期目を、2024年（令和6年）7月30日から3期目を務めている。
定例記者会見
原則、休日を除く毎週金曜日の午後2時00分から、都知事の定例記者会見が行われており、記者から都政を中心として様々な質問が行われ、都知事がそれに即答する様子が公開されている。この模様は、東京都の公式ウェブサイトや、東京都のテレビ局である東京メトロポリタンテレビジョン（TOKYO MX）などで生放送されるほか、過去の分もインターネット上に公開されており視聴可能である。この定例記者会見は、記者とのやりとりがそのまま公開される場であり、知事の考えや "生の気持ち"が、庁内の職員のみならず都民へ向かって直接的に伝えられる、ほとんど唯一の場である。

## 歴史
東京都の前身自治体である東京府と東京市には、首長職として東京府知事（1868年（慶応4年）設置）と東京市長（1898年（明治31年）設置）がそれぞれ存在していた。東京府知事は終始官選の勅任官であった一方、東京市長は、当初は東京市会が推薦した候補から天皇が任命したが、1926年（大正15年）から市会議員の互選による選出に移行した。
第二次世界大戦下の1943年（昭和18年）、東京都制が施行されたことで、東京府知事と東京市長を統合する形で東京都の首長職である東京都長官が置かれた。東京都長官は東京府知事から引き続き官選とされたが、勅任官より上位の親任官となった。戦争終結後の1946年（昭和21年）に都制が改正されて都長官は公選職となり、次いで地方自治法施行により東京都知事に移行した。
かつての東京府は大阪府、京都府と同格であったが、東京都はカナダの旧自治領であるトロント・ドミニオン（Toronto Dominion）に倣って制定され、地方自治法上は他の県と同格でありつつも制度の運用面において特別な扱いを講じた自治体である。また、東京市の行政区（通称：東京35区）は東京都制施行とともに都の行政区となり、1947年（昭和22年）に22区、さらに23区に再編され、同年の地方自治法施行により特別地方公共団体である東京特別区（通称：東京23区）となった。これにより制度上は「東京市」という名称で一体的に統治される都市は消滅し、都市としての自治権は各区へ移管、委譲されたことになる。

## 補佐職

### 東京都顧問
東京都顧問の役割は都政運営のあり方について、助言・進言を行うとされ、知事からの相談その他必要に応じて、随時、助言・進言を行う。法的には地方公務員法第3条に規定されている「非常勤」の特別職。都政の基本的政策確立について広い見識と経験を有する者のうちから、知事が選任する。任期は1年以内。ただし再任を妨げない。

### 東京都参与
都政の様々な課題および知事からの相談その他必要に応じて、随時、助言・進言を行う。地方公務員法第3条に規定されている「非常勤」の特別職かつ7名まで、都政について高い見識を有する者のうちから、知事が選任する。任期は1年以内。ただし再任を妨げない。

### 東京都副知事
東京都副知事を参照

### 特別秘書
地方公務員法第3条第3項第4号の規定に基き、2名の秘書を登用している。

## 東京都知事表彰
名誉都民
社会文化の興隆に功績があった者に対し、その功績をたたえ、もって都民敬愛の対象として顕彰するため、名誉都民の称号及び表彰記章として名誉都民章を贈る。
東京都栄誉賞
特に顕著な業績により、広く都民に敬愛され、社会に明るい夢と希望と活力を与え、東京都の名を高めた方に対して、その栄誉をたたえる
消防褒賞
地域住民の生命・財産の安全確保に従事している消防団及び消防団員の労苦に報いるため、消防団員として20年以上勤務した者で、特に消防業務の功績が顕著であり、消防団員の模範となる者を表彰するため、賞状並びに記念章を授与する。褒賞に記念章が伴うことから消防褒章とも通称される（正確な呼称ではなく国の栄典の褒章とは異なる）。
東京都文化賞
廃止
都民文化栄誉章
廃止
東京都職員表彰
新しい研究や発明を行ったものや、成績が特に顕著なものなど、卓越した発想や努力によって都政に多大な貢献をした職員、職務の内外を問わず善行があった職員への表彰
東京スピリット賞
民間からの寄付により2001年度（平成13年度）より設置した制度で、抜群の功績をあげた事業や、他の職員の模範となる行為について、時期を失せず表彰することで職員の士気を高め、その功績を都庁内外に明らかにすることを目的とするもの
東京都青少年健全育成功労者等表彰
青少年の健全な育成に功労のあった者への表彰
消防功労章
消防職員として抜群の功労があり一般の模範となると認められる者に対して知事賞として消防功労章を贈る。
消防功績章
消防職員として特に著しい功労があると認められる者に知事賞として消防功績章を授与する。
部隊賞
東京消防庁の消防隊のうち、職務遂行上特に著しい功労があり、他の模範となると認められるとき授与する。

## 東京都知事一覧
| 江戸府知事 (1868)      |    |                           |              |                                   |                                    |              |                       | |
| 代                     | 期 | 写真                      | 氏名         | 任期初日                          | 任期終日                           | 出身         | 年齢                  | 前職等・期・備考 |
| 1                      | 1  |                           | 烏丸光徳     | 1868年7月13日 （慶應4年5月24日）  | 1868年10月5日 （慶應4年8月20日）   | 京都府       | 36歳                  | 参議 在任中に「東京府」に改正、東京府知事に移行 |
| 東京府知事 (1868-1943) |    |                           |              |                                   |                                    |              |                       | |
| 代                     | 期 | 写真                      | 氏名         | 任期初日                          | 任期終日                           | 出身         |                       | 前職等・期・備考 |
| 1                      | 1  |                           | 烏丸光徳     | 1868年10月5日 （慶應4年8月20日）  | 1868年12月20日 （明治元年11月7日） | 京都府       | 36歳                  | 1期 |
| 2                      | 2  |                           | 大木喬任     | 1869年1月16日 （明治元年12月4日） | 1869年8月22日 （明治2年7月15日）   | 佐賀県       |                       | 参与 1期 1869年6月24日（明治2年5月15日）まで 議政官参与兼任 退任日付けで東京府大参事                                                                |
| 3                      | 3  |                           | 壬生基修     | 1869年11月6日 （明治2年10月3日）  | 1871年9月7日 （明治4年7月23日）    | 京都府       | 34歳                  | 公家・水原県知事 1期 |
| 4                      | 4  |                           | 由利公正     | 1871年9月7日 （明治4年7月23日）   | 1872年8月18日 （明治5年7月15日）   | 福井県       |                       | 参与会計事務掛 1期 |
| 5                      | 5  |                           | 大久保一翁   | 1872年6月30日 （明治5年5月25日）  | 1875年12月19日 （明治8年12月19日） | 東京都       |                       | 幕臣・静岡県参事、由利の免官に先立ち任命された。 1期                                                                                                |
| 6                      | 6  |                           | 楠本正隆     | 1875年（明治8年）12月19日         | 1877年（明治10年）1月22日          | 長崎県       |                       | 権知事 内務大丞兼任 |
| 6                      | 6  | 1877年（明治10年）1月22日 | 楠本正隆     | 1879年（明治12年）12月12日        |                                    | 長崎県       | 1期                   | |
| 7                      | 7  |                           | 松田道之     | 1879年（明治12年）12月12日        | 1882年（明治15年）7月6日           | 鳥取県       | 40歳                  | 滋賀県令・内務大丞・琉球処分官 1期 |
| 8                      | 8  |                           | 芳川顯正     | 1882年（明治15年）7月19日         | 1885年（明治18年）6月13日          | 徳島県       |                       | 大蔵省紙幣頭、工部大丞、工部大書記官、電信局長 1期 内務少輔兼任                                                                                     |
| 9                      | 9  |                           | 渡邊洪基     | 1885年（明治18年）6月13日         | 1886年（明治19年）3月9日           | 福井県       |                       | 工部少輔 1期 |
| 10                     | 10 |                           | 高崎五六     | 1886年（明治19年）3月9日          | 1890年（明治23年）5月19日          | 鹿児島県     |                       | 元老院議官 1期 |
| 11                     | 11 |                           | 蜂須賀茂韶   | 1890年（明治23年）5月19日         | 1891年（明治24年）7月21日          | 徳島県       |                       | 徳島藩藩主・貴族院侯爵議員 1期 |
| 12                     | 12 |                           | 富田鐵之助   | 1891年（明治24年）7月21日         | 1893年（明治26年）10月26日         | 宮城県       |                       | 日本銀行総裁・貴族院勅選議員 1期 |
| 13                     | 13 |                           | 三浦安       | 1893年（明治26年）10月26日        | 1896年（明治29年）3月14日          | 愛媛県       |                       | 大蔵省官吏・元老院議官、貴族院勅選議員 1期 |
| 14                     | 14 |                           | 久我通久     | 1896年（明治29年）3月14日         | 1897年（明治30年）10月12日         | 京都府       |                       | 元老院議官、貴族院侯爵議員 1期 |
| 15                     | 15 |                           | 岡部長職     | 1897年（明治30年）10月12日        | 1898年（明治31年）7月16日          | 大阪府       |                       | 外務次官・貴族院子爵議員 1期 |
| 16                     | 16 |                           | 肥塚龍       | 1898年（明治31年）7月16日         | 1898年（明治31年）11月12日         | 兵庫県       |                       | 衆議院議員 1期 - 1898年（明治31年）10月1日まで東京市長を兼任。                                                                                      |
| 17                     | 17 |                           | 千家尊福     | 1898年（明治31年）11月12日        | 1908年（明治41年）3月25日          | 島根県       |                       | 出雲国造、出雲大社宮司・貴族院男爵議員・知事（埼玉・神奈川） 1期                                                                                    |
| 18                     | 18 |                           | 阿部浩       | 1908年（明治41年）3月28日         | 1912年（大正元年）12月30日         | 岩手県       |                       | 内務省社寺局長・知事（群馬・千葉・富山・新潟）・衆議院議員・貴族院勅選議員 1期                                                                      |
| 19                     | 19 |                           | 宗像政       | 1912年（大正元年）12月30日        | 1914年（大正3年）4月21日           | 熊本県       |                       | 衆議院議員・知事（埼玉・青森・福井・宮城・高知・広島・熊本） 1期                                                                                    |
| 20                     | 20 |                           | 久保田政周   | 1914年（大正3年）4月21日          | 1915年（大正4年）7月2日            | 東京都       |                       | 内務官僚・知事（栃木・三重） 1期 - 退任後、内務次官                                                                                                 |
| 21                     | 21 |                           | 井上友一     | 1915年（大正4年）7月2日           | 1919年（大正8年）6月12日           | 石川県       |                       | 内務官僚・神社局長・明治神宮造営局長 1期 - 在任中、死去                                                                                             |
| 22                     | 22 |                           | 阿部浩       | 1919年（大正8年）6月20日          | 1921年（大正10年）5月27日          | 岩手県       |                       | 2期 |
| 23                     | 23 |                           | 宇佐美勝夫   | 1921年（大正10年）5月27日         | 1925年（大正14年）9月16日          | 山形県       |                       | 内務官僚・富山県知事・韓国政府内務次官、朝鮮総督府内務部長官 1期                                                                                    |
| 24                     | 24 |                           | 平塚廣義     | 1925年（大正14年）9月16日         | 1929年（昭和4年）7月5日            | 山形県       |                       | 内務官僚・知事（栃木・長崎・兵庫） 1期 |
| 25                     | 25 |                           | 中川健藏     | 1929年（昭和4年）7月5日           | 1929年（昭和4年）10月9日           | 新潟県       |                       | 内務官僚（北海道庁）・知事（香川・熊本）・北海道長官 1期 - 退任後、文部次官                                                                         |
| 26                     | 26 |                           | 牛塚虎太郎   | 1929年（昭和4年）10月9日          | 1931年（昭和6年）12月18日          | 富山県       |                       | 官僚（逓信省入省）・知事（岩手・群馬・宮城） 1期 - 退任後、互選東京市長                                                                             |
| 27                     | 27 |                           | 長谷川久一   | 1931年（昭和6年）12月18日         | 1932年（昭和7年）1月12日           | 長崎県       |                       | 内務官僚・知事（石川・和歌山・長崎・静岡） 1期 - 退任後、警視総監                                                                                   |
| 28                     | 28 |                           | 藤沼庄平     | 1932年（昭和7年）1月12日          | 1932年（昭和7年）5月27日           | 栃木県       |                       | 内務官僚・知事（茨城・静岡）・警保局長 1期 - 退任前、警視総監を兼務、退任後も継続                                                                   |
| 29                     | 29 |                           | 香坂昌康     | 1932年（昭和7年）5月27日          | 1935年（昭和10年）1月4日           | 山形県       |                       | 内務官僚・知事（福島・愛媛・岡山・愛知） 1期 |
| 30                     | 30 |                           | 横山助成     | 1935年（昭和10年）1月15日         | 1937年（昭和12年）2月10日          | 秋田県       |                       | 内務官僚・知事（岡山・石川・広島・京都・神奈川）・警保局長 1期- 退任後、警視総監                                                                    |
| 31                     | 31 |                           | 館哲二       | 1937年（昭和12年）2月10日         | 1938年（昭和13年）6月24日          | 富山県       |                       | 内務官僚・知事（鳥取・石川）・神社局長 1期 - 退任後、内務次官                                                                                       |
| 32                     | 32 |                           | 岡田周造     | 1938年（昭和13年）6月24日         | 1941年（昭和16年）1月7日           | 栃木県       |                       | 内務官僚・知事（千葉・山口・長野・兵庫）・地方局長 1期                                                                                              |
| 33                     | 33 |                           | 川西實三     | 1941年（昭和16年）1月7日          | 1942年（昭和17年）1月9日           | 兵庫県       |                       | 内務官僚・知事（埼玉・長崎・京都） 1期 |
| 34                     | 34 |                           | 松村光磨     | 1942年（昭和17年）1月9日          | 1943年（昭和18年）7月1日           | 佐賀県       |                       | 内務官僚・知事（栃木・神奈川）・計画局長 1期 |
| 東京市長 (1889-1943)   |    |                           |              |                                   |                                    |              |                       | |
| 代                     | 期 | 写真                      | 氏名         | 任期初日                          | 任期終日                           | 出身         |                       | 前職等・期・備考 |
|                        |    |                           |              | 1889年（明治22年）5月1日          | 1898年（明治31年）10月1日          |              |                       | 市制特例により市長を設置せず、 府知事が職務を執行。                                                                                                 |
| 1                      | 1  |                           | 松田秀雄     | 1898年（明治31年）10月6日         | 1903年（明治36年）6月15日          | 滋賀県       |                       | 衆議院議員 1期 |
| 2                      | 2  |                           | 尾崎行雄     | 1903年（明治36年）6月29日         | 1908年（明治41年）9月12日          | 神奈川県     |                       | 1期、衆議院議員と兼任 |
| 3                      | 3  | 1908年（明治41年）9月30日 | 尾崎行雄     | 1912年（明治45年）6月26日         |                                    | 神奈川県     | 2期、衆議院議員と兼任 | |
| 4                      | 4  |                           | 阪谷芳郎     | 1912年（明治45年）7月12日         | 1915年（大正4年）2月25日           | 岡山県       |                       | 大蔵大臣 1期 |
| 5                      | 5  |                           | 奥田義人     | 1915年（大正4年）6月15日          | 1917年（大正6年）8月21日           | 鳥取県       |                       | 拓殖務次官・農商務次官・法制局長官・衆議院議員・貴族院勅選議員・文部大臣・司法大臣 1期                                                              |
| 6                      | 6  |                           | 田尻稻次郎   | 1918年（大正7年）4月5日           | 1920年（大正9年）11月27日          | 鹿児島県     |                       | 大蔵官僚・大蔵次官・貴族院勅選議員 1期 |
| 7                      | 7  |                           | 後藤新平     | 1920年（大正9年）12月17日         | 1923年（大正12年）4月27日          | 岩手県       |                       | 台湾総督府民政長官・逓信大臣・鉄道院総裁・内務大臣・外務大臣 1期                                                                                    |
| 8                      | 8  |                           | 永田秀次郎   | 1923年（大正12年）5月29日         | 1924年（大正13年）9月8日           | 兵庫県       |                       | 内務官僚・三重県知事・警保局長 1期 |
| 9                      | 9  |                           | 中村是公     | 1924年（大正13年）10月8日         | 1926年（大正15年）6月8日           | 広島県       |                       | 大蔵官僚、南満洲鉄道株式会社（満鉄）総裁、鉄道院総裁・貴族院勅選議員 1期                                                                            |
| 10                     | 10 |                           | 伊澤多喜男   | 1926年（大正15年）7月16日         | 1926年（大正15年）10月23日         | 長野県       |                       | 内務官僚・知事（和歌山・愛媛・新潟）・警視総監・貴族院勅選議員・台湾総督 1期                                                                        |
| 11                     | 11 |                           | 西久保弘道   | 1926年（大正15年）10月29日        | 1927年（昭和2年）12月12日          | 千葉県       |                       | 内務官僚・福島県知事・北海道長官・警視総監・貴族院勅選議員 1期・互選                                                                                |
| 12                     | 12 |                           | 市来乙彦     | 1928年（昭和3年）1月7日           | 1929年（昭和4年）2月14日           | 鹿児島県     |                       | 大蔵次官・貴族院勅選議員・日本銀行総裁 1期・互選 |
| 13                     | 13 |                           | 堀切善次郎   | 1929年（昭和4年）4月24日          | 1930年（昭和5年）5月12日           | 福島県       |                       | 内務官僚・神奈川県知事・復興局長官 1期・互選 |
| 14                     | 14 |                           | 永田秀次郎   | 1930年（昭和5年）5月30日          | 1933年（昭和8年）1月25日           | 兵庫県       |                       | 2期・互選 |
| 15                     | 15 |                           | 牛塚虎太郎   | 1933年（昭和8年）5月10日          | 1937年（昭和12年）5月9日           | 富山県       |                       | 府知事 1期・互選 |
| 16                     | 16 |                           | 小橋一太     | 1937年（昭和12年）6月28日         | 1939年（昭和14年）4月14日          | 熊本県       |                       | 内務官僚・内務次官・内閣書記官長・文部大臣 1期・互選                                                                                                |
| 17                     | 17 |                           | 賴母木桂吉   | 1939年（昭和14年）4月24日         | 1940年（昭和15年）2月19日          | 広島県       |                       | 衆議院議員・逓信大臣・報知新聞社長 1期・互選 - 在任中死去                                                                                           |
| 18                     | 18 |                           | 大久保留次郎 | 1940年（昭和15年）5月12日         | 1942年（昭和17年）7月22日          | 茨城県       |                       | 内務官僚・千葉県知事 1期・互選 |
| 19                     | 19 |                           | 岸本綾夫     | 1942年（昭和17年）8月3日          | 1943年（昭和18年）6月30日          | 岡山県       |                       | 陸軍大将 1期・互選 |
| 東京都長官 (1943-1947) |    |                           |              |                                   |                                    |              |                       | |
| 代                     | 期 | 写真                      | 氏名         | 任期初日                          | 任期終日                           | 出身         |                       | 期・備考 |
| 1                      | 1  |                           | 大達茂雄     | 1943年（昭和18年）7月1日          | 1944年（昭和19年）7月22日          | 島根県       |                       | 内務官僚・福井県知事・内務次官 1期 |
| 2                      | 2  |                           | 西尾壽造     | 1944年（昭和19年）7月25日         | 1945年（昭和20年）8月23日          | 鳥取県       |                       | 陸軍大将・支那派遣軍総司令官 1期 関東信越地方総監を兼任                                                                                             |
| 3                      | 3  |                           | 廣瀨久忠     | 1945年（昭和20年）8月23日         | 1946年（昭和21年）1月15日          | 山梨県       |                       | 内務官僚・知事（三重・埼玉）・内務次官・厚生次官・厚生大臣・内閣法制局長官・貴族院勅選議員・内閣書記官長 1期 関東信越地方総監を兼任（10月31日まで） |
| 4                      | 4  |                           | 藤沼庄平     | 1946年（昭和21年）1月15日         | 1946年（昭和21年）6月8日           | 栃木県       |                       | 通算2期 |
| 5                      | 5  |                           | 松井春生     | 1946年（昭和21年）6月8日          | 1946年（昭和21年）7月23日          | 三重県       | 55歳                  | 内務官僚・資源局長官・大阪府知事・貴族院勅選議員 1期                                                                                                |
| 6                      | 6  |                           | 安井誠一郎   | 1946年（昭和21年）7月23日         | 1947年（昭和22年）3月13日          | 岡山県       |                       | 内務官僚・新潟県知事・厚生次官 官選1期 |
| 7                      | 7  |                           | 飯沼一省     | 1947年（昭和22年）3月13日         | 1947年（昭和22年）4月14日          | 福島県       |                       | 内務官僚・知事（埼玉・静岡・広島・神奈川）・神社局長・神祇院副総裁・貴族院勅選議員・内務次官 1期                                                    |
| 8                      | 8  |                           | 安井誠一郎   | 1947年（昭和22年）4月14日         | 1947年（昭和22年）5月3日           | 岡山県       |                       | 公選1期 1947年5月3日の地方自治法施行により東京都知事に移行                                                                                          |
| 東京都知事 (1947-)     |    |                           |              |                                   |                                    |              |                       | |
| 代                     | 期 | 写真                      | 氏名         | 任期初日                          | 任期終日                           | 出身         |                       | 期・備考 |
| 1                      | 1  |                           | 安井誠一郎   | 1947年（昭和22年）5月3日          | 1951年（昭和26年）5月2日           | 岡山県       | 56歳                  | 公選1期・通算3期 |
| 2                      | 2  | 1951年（昭和26年）5月3日  | 安井誠一郎   | 1955年（昭和30年）4月26日         | 60歳                               | 岡山県       | 公選2期・通算4期      | |
| 3                      | 3  | 1955年（昭和30年）4月27日 | 安井誠一郎   | 1959年（昭和34年）4月18日         | 64歳                               | 岡山県       | 公選3期・通算5期      | |
| 4                      | 4  |                           | 東龍太郎     | 1959年（昭和34年）4月27日         | 1963年（昭和38年）4月22日          | 大阪府       | 66歳                  | 1期 |
| 5                      | 5  | 1963年（昭和38年）4月23日 | 東龍太郎     | 1967年（昭和42年）4月22日         | 70歳                               | 大阪府       | 2期                   | |
| 6                      | 6  |                           | 美濃部亮吉   | 1967年（昭和42年）4月23日         | 1971年（昭和46年）4月22日          | 東京都文京区 | 63歳                  | 1期・無所属 |
| 7                      | 7  | 1971年（昭和46年）4月23日 | 美濃部亮吉   | 1975年（昭和50年）4月22日         | 67歳                               | 東京都文京区 | 2期・無所属           | |
| 8                      | 8  | 1975年（昭和50年）4月23日 | 美濃部亮吉   | 1979年（昭和54年）4月22日         | 71歳                               | 東京都文京区 | 3期・無所属           | |
| 9                      | 9  |                           | 鈴木俊一     | 1979年（昭和54年）4月23日         | 1983年（昭和58年）4月22日          | 東京都昭島市 | 69歳                  | 1期・無所属 |
| 10                     | 10 | 1983年（昭和58年）4月23日 | 鈴木俊一     | 1987年（昭和62年）4月22日         | 73歳                               | 東京都昭島市 | 2期・無所属           | |
| 11                     | 11 | 1987年（昭和62年）4月23日 | 鈴木俊一     | 1991年（平成3年）4月22日          | 77歳                               | 東京都昭島市 | 3期・無所属           | |
| 12                     | 12 | 1991年（平成3年）4月23日  | 鈴木俊一     | 1995年（平成7年）4月22日          | 81歳                               | 東京都昭島市 | 4期・無所属           | |
| 13                     | 13 |                           | 青島幸男     | 1995年（平成7年）4月23日          | 1999年（平成11年）4月22日          | 東京都中央区 | 63歳                  | 1期・無所属 |
| 14                     | 14 |                           | 石原慎太郎   | 1999年（平成11年）4月23日         | 2003年（平成15年）4月22日          | 兵庫県       | 66歳                  | 1期・無所属 |
| 15                     | 15 | 2003年（平成15年）4月23日 | 石原慎太郎   | 2007年（平成19年）4月22日         | 70歳                               | 兵庫県       | 2期・無所属           | |
| 16                     | 16 | 2007年（平成19年）4月23日 | 石原慎太郎   | 2011年（平成23年）4月22日         | 74歳                               | 兵庫県       | 3期・無所属           | |
| 17                     | 17 | 2011年（平成23年）4月23日 | 石原慎太郎   | 2012年（平成24年）10月31日        | 78歳                               | 兵庫県       | 4期・無所属           | |
| 18                     | 18 |                           | 猪瀨直樹     | 2012年（平成24年）12月18日        | 2013年（平成25年）12月24日         | 長野県       | 66歳                  | 1期・無所属 |
| 19                     | 19 |                           | 舛添要一     | 2014年（平成26年）2月11日         | 2016年（平成28年）6月21日          | 福岡県       | 65歳                  | 1期・無所属 |
| 20                     | 20 |                           | 小池百合子   | 2016年（平成28年）8月2日          | 2020年（令和2年）7月30日           | 兵庫県       | 64歳                  | 1期・無所属 |
| 21                     | 21 | 2020年（令和2年）7月31日  | 小池百合子   | 2024年（令和6年）7月30日          | 67歳                               | 兵庫県       | 2期・無所属           | |
| 22                     | 22 | 2024年（令和6年）7月31日  | 小池百合子   | 現職                              | 71歳                               | 兵庫県       | 3期・無所属           | |

※1986年（昭和61年）までの就任者の氏名、任期初・終日（旧暦併記分は旧暦のみ）、出身地、期・備考（在任期数および所属政党を除く）は、『東京都職制沿革』による。